# Agnes Schierhuber
Agnes Schierhuber, née le 31 mai 1946 à Reith, est une femme politique autrichienne.
Membre du Parti populaire autrichien, elle est députée européenne de 1995 à 2009 et membre du Conseil fédéral de 1986 à 1996. 